# 1925년 캘빈 쿨리지 대통령 취임식
캘빈 쿨리지의 두 번째 미국 대통령 취임식은 1925년 3월 4일 수요일 워싱턴 D.C.의 미국 국회의사당 동쪽 주랑 현관에서 열렸다. 이는 제35회 미국 대통령 취임식이었으며, 캘빈 쿨리지의 두 번째이자 유일한 전체 임기 대통령 취임과 찰스 G. 도스의 유일한 미국의 부통령 임기 시작을 알렸다. 1909년부터 1913년까지 대통령을 역임했던 대법원장 윌리엄 하워드 태프트가 취임 선서를 주재했다. 이는 전직 미국 대통령이 선서를 집행한 첫 번째 취임식이었으며, 전국 라디오로 중계된 첫 번째 취임식이기도 했다.
미국의 부통령 취임 선서는 미국 상원 임시의장인 Albert B. Cummins가 주재했다. 당시 부통령은 의사당 상원 회의실에서 취임 선서를 하고, 모든 사람이 대통령이 선서를 할 외부 연단으로 향하기 전에 취임 연설을 했다. 도스는 상원 규칙, 연공서열 제도 및 기타 여러 상원 관습을 비난하는 격렬한 30분 연설을 했다. 쿨리지의 연설은 다음 날 뉴스 보도에서 거의 언급되지 않았다.
선서를 집행하면서 태프트는 "보존하고, 보호하고, 방어한다"는 문구를 "보호하고, 보존하고, 방어한다"고 잘못 낭독했다.

## 같이 보기
- 캘빈 쿨리지 행정부
- 1923년 캘빈 쿨리지 대통령 취임식
- 1924년 미국 대통령 선거